# Himalayopteris erythrocarpa
Himalayopteris erythrocarpa là một loài dương xỉ trong họ Polypodiaceae. Loài này được Mett. ex Kuhn W. Shao & S.G. Lu mô tả khoa học đầu tiên năm 2011.